# シュタディオン・シュッツェンヴィーゼ
シュタディオン・シュッツェンヴィーゼ（Stadion Schützenwiese）は、スイス・チューリッヒ州ヴィンタートゥールにあるサッカー専用スタジアム。FCヴィンタートゥールがホームスタジアムとして使用している。

## 概要
収容人数8.400人のこのスタジアムは、西側のメインスタンドと東側のバックスタンドはそれぞれ屋根付きの座席タイプのスタンドとなっているが、北と南は野ざらしの全席立ち見席となっている。また、メインスタンドには小規模ながら「サロン・エリカ」(Salon Erika)と呼ばれる美術館が併設している。
2012-13シーズン開幕前、スーパーリーグを開催するためのスタジアム条件が見直されたことでこのスタジアムも改修工事を行なった。3段階に分けて着工し、最終段階ではメインスタンドの改修が施された。

## 開催された主な試合
- 国際Aマッチ

| 日付           | ホームチーム | 結果 | アウェーチーム | ラウンド                   |
| -------------- | ------------ | ---- | -------------- | -------------------------- |
| 1993年11月10日 | スイス       | 1-2  | クロアチア     | UEFA欧州女子選手権1995予選 |
| 2010年6月2日   | ギリシャ     | 0-2  | パラグアイ     | 親善試合                   |

## ギャラリー

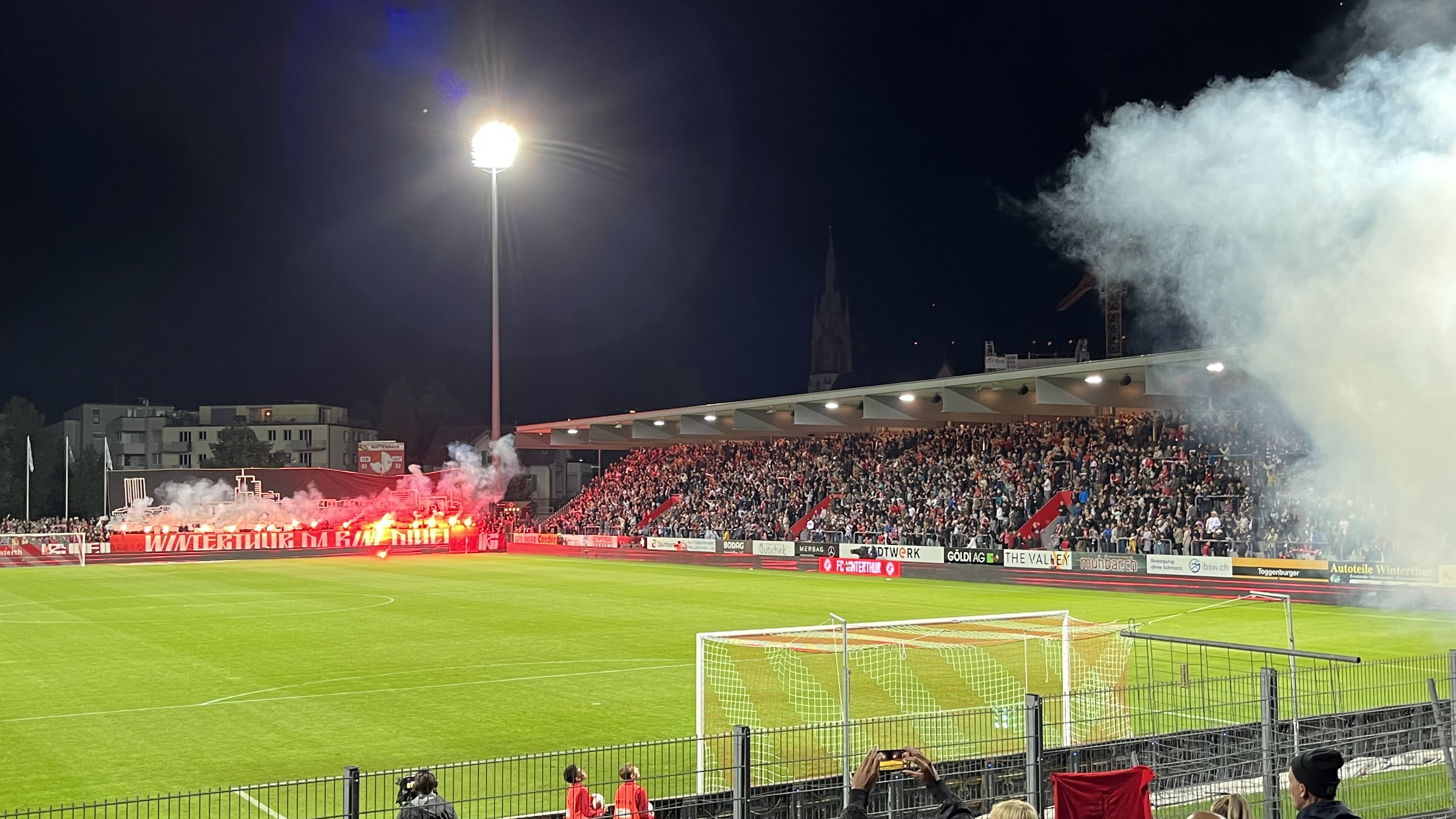
メインスタンド (2022年)
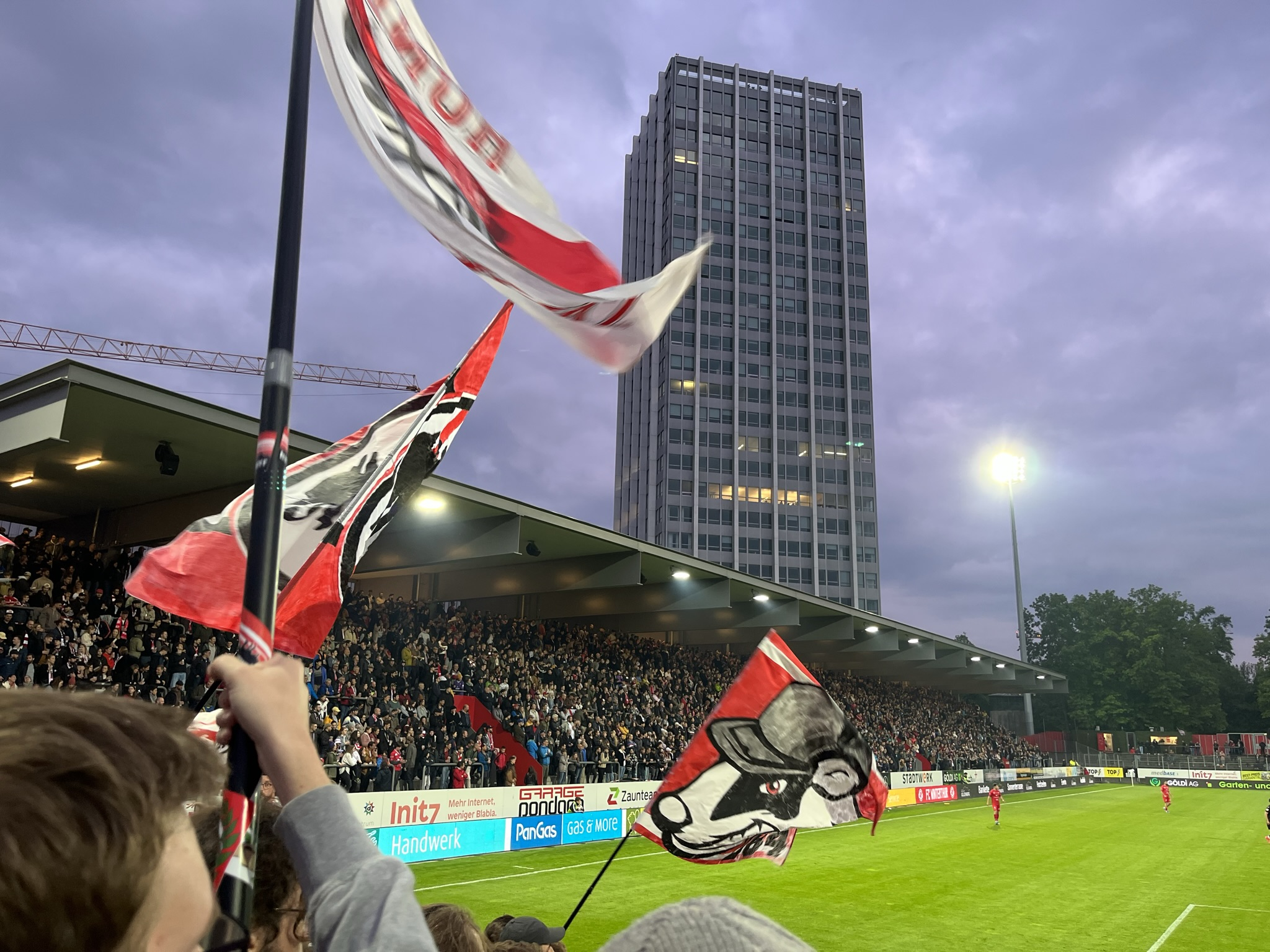
バックスタンド (2022年)
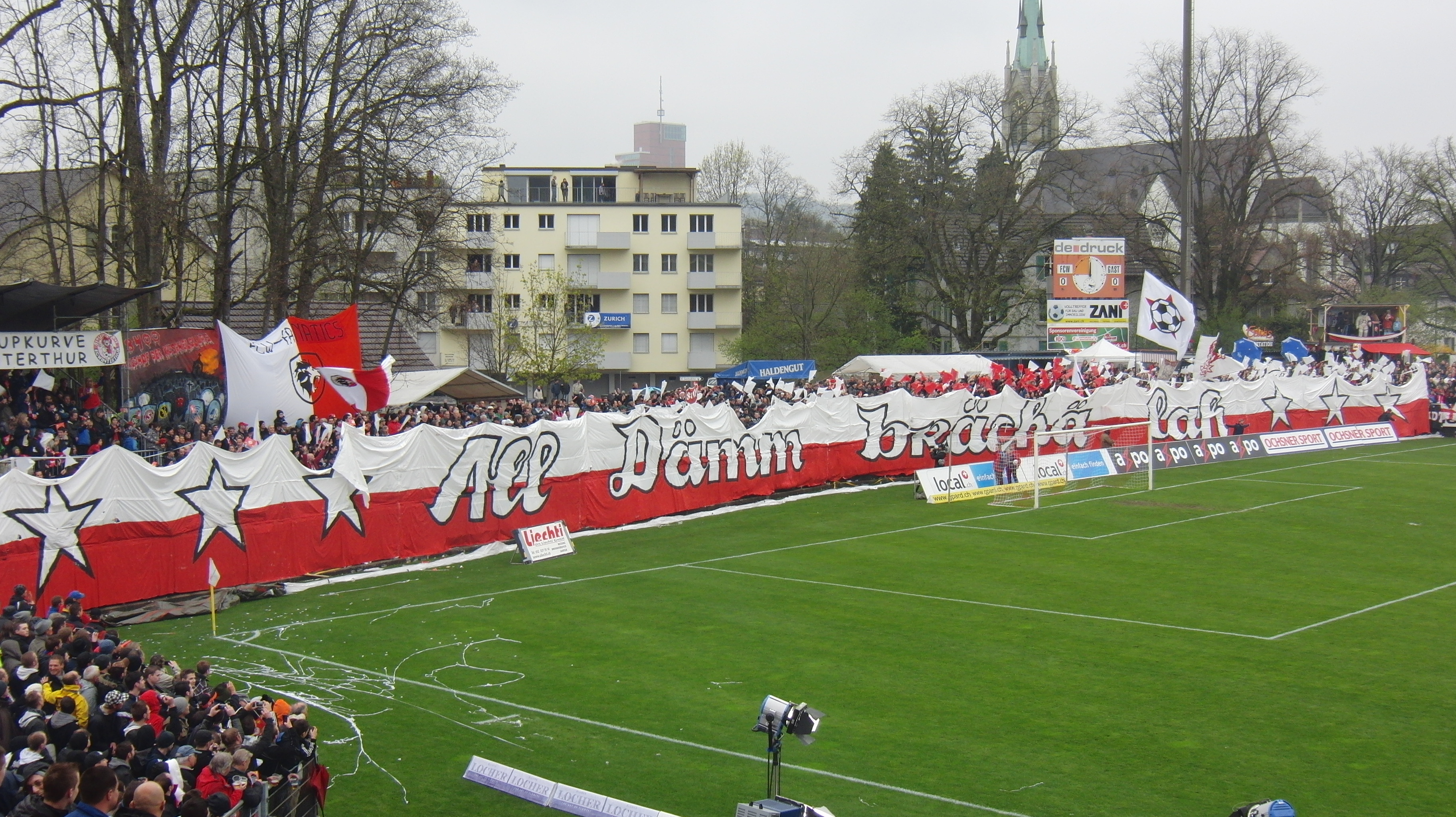
北側の立ち見席 (2012年)
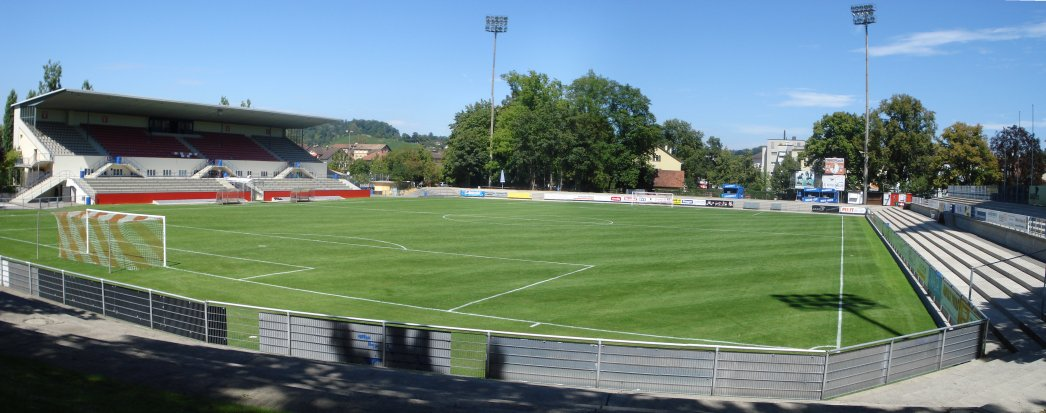
南側からの眺め (2007年)